# خوزبا موگوروزا
خوزبا موگوروزا (انگلیسی: Joseba Muguruza؛ زادهٔ ۱۱ ژانویهٔ ۱۹۹۴) بازیکن فوتبال است.
از باشگاه‌هایی که در آن بازی کرده‌است می‌توان به باشگاه فوتبال سابادل اشاره کرد.